# إيمي ليتش
إيمي ليتش (بالإنجليزية: Amy Leach)‏ هي مخرجة بريطانية، ولدت في 14 أبريل 1981 في Darwen ‏ في المملكة المتحدة.